# السلام (القنطرة شرق)
السلام إحدى قرى مركز القنطرة شرق التابع لمحافظة الإسماعيلية بجمهورية مصر العربية.